# WBSC Asia
La WBSC Asia, anteriormente llamada Federación de Béisbol de Asia (BFA), es el ente rector del béisbol en Asia y a su vez, forma parte de la Federación Internacional de Béisbol.

## Historia
La federación es creada el 7 de mayo de 1954 justo cuando los Juegos Asiáticos de 1954 se realizaron en Filipinas en su segunda edición. La federación fue creada por cuatro federaciones nacionales:
| - Japón - Corea del Sur | - República de China - Filipinas |

En esa ocasión eligieron como su primer presidente al americano radicado en Filipinas Charles Chick Parsons. La federación estuvo inactiva desde 1975 cuando se realizó el campeonato asiático hasta que retomó operaciones en 1983 con sede en Seúl, y como consecuencia aumentó el número de miembros en la federación.
Actualmente la federación está integrada por 24 federaciones y un miembro observador (Vietnam):
| ◆Este de Asia - Japón - República de China - Corea del Sur - China - Hong Kong - Mongolia - Corea del Norte | ◆Sureste de Asia - Filipinas - Tailandia - Indonesia - Malasia - Brunéi - Camboya - Birmania - Singapur | ◆Sur de Asia - Pakistán - Sri Lanka - Nepal - India | ◆Asia Central - Afganistán - Kazajistán - Uzbekistán - Irán | ◆Oeste de Asia - Irak | ◆Miembros anteriores - Australia |

## Ránkin
| Posiciones al 26 de noviembre de 2014 | Posiciones al 26 de noviembre de 2014 | Posiciones al 26 de noviembre de 2014 | Posiciones al 26 de noviembre de 2014 |
| BFA Rank                              | IBAF Rank                             | País                                  | Pts                                   |
| ------------------------------------- | ------------------------------------- | ------------------------------------- | ------------------------------------- |
| 1                                     | 1                                     | Japón                                 | 785.18                                |
| 2                                     | 4                                     | República de China                    | 605.48                                |
| 3                                     | 8                                     | Corea del Sur                         | 340.90                                |
| 4                                     | 21                                    | China                                 | 68.25                                 |
| 5                                     | 23                                    | Filipinas                             | 52.40                                 |
| 6                                     | 24                                    | Pakistán                              | 51.00                                 |
| 7                                     | 30                                    | Tailandia                             | 30.50                                 |
| 8                                     | 31                                    | Sri Lanka                             | 30.00                                 |
| 9                                     | 33                                    | Hong Kong                             | 22.14                                 |
| 10                                    | 35                                    | Afganistán                            | 18.75                                 |
| 11                                    | 38                                    | Indonesia                             | 14.00                                 |
| 12                                    | 49                                    | Irán                                  | 7.50                                  |
| 12                                    | 49                                    | Nepal                                 | 7.50                                  |
| 14                                    | 67                                    | Mongolia                              | 1.75                                  |
| 15                                    | 70                                    | Malasia                               | 0.25                                  |